# Desaposentadoria
Segundo Luiz Fernando S. Dória Junior desaposentadoria ou desaposentação significa renunciar uma aposentadoria já concedida a fim de se obtê-la futuramente.   É  caracterizada pela possibilidade do aposentado solicitar o recálculo de sua aposentadoria para computar as contribuições recolhidas após a concessão deste benefício, sem a devolução dos valores à Previdência Social. 
O principal objetivo é a desconstituição do ato administrativo da aposentadoria, “para fins de aplicação do seu tempo de contribuição em outro ou no mesmo regime previdenciário, visando à obtenção de um benefício mais vantajoso”. 
A aposentadoria é um direito garantido pela Constituição Federal a todo trabalhador, conforme dispõe o artigo 7º, inciso XXIV, in verbis: 
Art. 7º – São direitos dos trabalhadores urbanos e rurais, além de outros que visem à melhoria de sua condição social: (...) XXIV – aposentadoria; (...)
O direito acima referido é tratado mais uma vez pela Carta Magna nos artigos 201 e 202, tendo sido ainda regulamentado pelas Leis nº 8.212 e 8.213, ambas de 1991. 
A aposentadoria é um direito social dos trabalhadores, com caráter patrimonial, pecuniário, personalíssimo e individual, cuja natureza é de seguro social. Trata-se de um direito disponível, tendo em vista que depende apenas da volição pessoal. 
Por ser um direito patrimonial disponível, factível de renúncia, existia divergência entre órgãos da Administração Pública e Poder Judiciário a respeito da necessidade de devolução dos valores até então recebidos com a primeira aposentadoria para a percepção do novo benefício, haja vista o pedido de Recurso Extraordinário do INSS contra a decisão do Superior Tribunal de Justiça (STJ)
Segundo o STJ o ato de renunciar a aposentadoria tem efeito ex nunc e não gera o dever de devolver valores, pois, enquanto perdurou a aposentadoria pelo regime geral, os pagamentos, de natureza alimentar, eram indiscutivelmente devidos. 
Com as sustentações orais dos representes do Instituto Nacional do Seguro Social (INSS) e da Advocacia-Geral da União (AGU), contrários à chamada desaposentação, o Plenário do Supremo Tribunal Federal (STF) retomou, o julgamento do Recurso Extraordinário (REsp) 661256 . No caso concreto, o autor do recurso, Instituto Nacional do Seguro Social (INSS) questiona decisão do Superior Tribunal de Justiça (STJ) que reconheceu a um segurado aposentado o direito de renunciar à sua aposentadoria com o objetivo de obter benefício mais vantajoso, sem que para isso tivesse que devolver os valores já recebidos. 

## Posicionamento do Instituto Nacional de Segurança Social (INSS)
O representante do INSS, Marcelo Siqueira Freitas, questionou a ausência de fonte de custeio para sustentar a chamada desaposentação. Isso porque o sistema previdenciário brasileiro funciona à base da repartição simples e da solidariedade, e não da capitalização. O procurador ressaltou que o beneficiário contribui para suportar os benefícios para a geração que não está mais em atividade, e usufrui do benefício. Ele não está capitalizando seu próprio benefício. 
Nesse sentido, Freitas explicou que se um contribuinte trabalha por um ano e um dia, e se aposenta por invalidez, ele vai receber seu beneficio pelo tempo que for preciso, mesmo que praticamente não tenha contribuído para o sistema, exatamente porque a previdência funciona a partir do conceito de solidariedade. 
Para o procurador da autarquia federal, não se pode falar em renúncia à aposentadoria. Segundo ele, seria uma renúncia simulada, já que o objetivo é ter benefício majorado através da contagem das contribuições que verteu depois de ter recebido o primeiro benefício. Mas sem devolver o que recebeu antes do pedido da nova aposentadoria. 
Ele deu o exemplo de dois colegas de trabalho: um se aposenta em 2006 – e segue trabalhando – e o outro se aposenta apenas em 2009. Dentro do período, o trabalhador que se aposentou primeiro recebeu seus salários, já que seguiu trabalhando, mais R$ 82 mil em benefícios, contribuindo com R$ 27 mil para a previdência. O colega que se aposentou depois recebeu apenas seus salários, e seguiu contribuindo. 
Em 2009, o trabalhador que se aposentou primeiro pede a revisão – por meio da desaposentação – para obter benefício com o mesmo valor do colega que se aposentou três anos depois, sem intenção de devolver os R$ 82 mil que recebeu no período. Se fosse renúncia, disse o procurador, o trabalhador deveria restituir todos os valores recebidos, para aí sim, retornando ao status quo ante, pleitear aquilo que entender cabível.
O artigo 201 §4º da Constituição Federal in verbis: "Art. 201. A previdência social será organizada sob a forma de regime geral, de caráter contributivo e de filiação obrigatória, observados critérios que preservem o equilíbrio financeiro e atuarial, e atenderá, nos termos da lei, a: § 4º É assegurado o reajustamento dos benefícios para preservar-lhes, em caráter permanente, o valor real, conforme critérios definidos em lei",   assegura o reajustamento dos benefícios para preservar, em caráter permanente, o valor real, Qualquer coisa além disso viola a Constituição, concluiu o procurador, revelando que existem mais de 123 mil processos judiciais em todo o país sobre esse tema. 

## Posicionamento da Advocacia Geral da União (AGU)
O advogado-geral da União, Luís Inácio Lucena Adams, disse entender que a questão nuclear, nesse modelo de regime de previdência, é a sustentabilidade baseada na solidariedade de toda sociedade. Tanto é assim que até mesmo os aposentados contribuem, uma vez que são corresponsáveis pelo sistema, que atende toda sociedade. 
Ele repetiu o que disse o procurador, no sentido de que o sistema não é patrimonial ou pessoal. É imposto a toda sociedade, para poder sustentar o sistema. É com esse sistema que o Estado consegue atingir o objetivo central da República, disse, lembrando que a previdência não cuida só de aposentadorias, mas de invalidez, morte, maternidade, seguro-desemprego, aposentadoria da dona de casa. 
Quem se aposentou mais cedo, para usufruir dos benefícios, não pode agora, mediante suposta renúncia, pretender quebrar a lógica do sistema, concluiu o advogado, que considerou fundamental que se mantenha o sistema da forma que está. 

## Fatores positivos e negativos
1. Fatores positivos

No Regime Geral de Previdência Social (RGPS) há duas particularidades que acabam por incentivar de forma a desaposentação. A primeira é o fato de os benefícios previdenciários não serem means tested, como ocorre, por exemplo, nos EUA, isto significa que o valor do benefício previdenciário independe da existência de outras fontes de renda. Logo, o trabalhador tem um forte incentivo a se aposentar por tempo de contribuição, continuar no mercado de trabalho formal e buscar posteriormente a desaposentação. Ou seja, durante alguns anos, usufrui-se da condição de ser ao mesmo tempo trabalhador e aposentado, o que vai contra a lógica dos sistemas previdenciários, particularmente os de repartição e como um seguro contra riscos inerentes ao mercado de trabalho, por exemplo, o desemprego. Se o trabalhador já aposentado perder temporariamente o emprego, terá uma garantia de renda, de forma vitalícia e em prestações continuadas, dada pela previdência social. Transfere-se, de certa forma, o risco de geração de renda para a entidade previdenciária, ao mesmo tempo em que procura obter a revisão do benefício previdenciário. 
A segunda particularidade é a inexistência de idade mínima para obtenção da Aposentadoria por Tempo de Contribuição (ATC). A única condição de elegibilidade para este benefício é o período contributivo mínimo. Como este requisito é bastante flexível, pessoas ainda bastante jovens obtêm a ATC, mas não se retiram do mercado de trabalho e posteriormente pedem a desaposentadoria. 
1. Fatores negativos

Para explorar esse tópico, é necessário uma contextualização básica o equilíbrio atuarial, que refere-se à análise de fatores que interferem no valor do montante assegurado (taxas de
contribuição, expectativa de vida, idade da massa etc.). Assim, importa a ideia veiculada pelo equilíbrio atuarial, o qual é definido por Wladimir Novaes Martinez do seguinte modo: "é uma relação econômica que envolve e vincula o nível das entradas e saídas, sopesando o passado (as obrigações em cumprimento), o presente dos contribuintes e o futuro (benefícios novos a conceder)" 
A preocupação aqui é que o conjunto normativo e técnico seja organizado de tal maneira que haja previsão, a longo prazo, das despesas correntes e, também, das receitas advindas das contribuições pelos financiadores do sistema, de modo a garantir os futuros benefícios. Não obstante todo o esforço empreendido pelos adeptos à corrente favorável à desaposentação no sentido de que as novas cotizações decorrentes da permanência do aposentado no mercado de trabalho formam nova poupança previdenciária fictícia, percebe o evidente desequilíbrio atuarial provocado no RGPS caso se admita o instituto. 
Sequer é preciso cálculo matemático para perceber o descompasso provocado. Isso porque se trata de despesa não prevista no orçamento estatal. O contribuinte faz recolhimentos direcionados a fundo previdenciário nacional comum a todos os segurados do INSS, e não a conta particularizada.   Portanto, apesar de haver um benefício com a desaposentadoria, ele é de caráter pessoal, favorecendo exclusivamente o indivíduo que conseguiu o reajuste dos valores, e, em prejuízo, gera desequilíbrio do sistema de previdência, conforme argumentado.  

## Decisão do Supremo Tribunal Federal
O Plenário do Supremo Tribunal Federal, na sessão do dia 26 de outubro de 2016 decidiu por maioria de votos pela inviabilidade do aposentado permanecer em atividade ter seu benefício majorado considerando as novas contribuições à previdência. 
A tese fixada pelo Tribunal foi “No âmbito do Regime Geral de Previdência Social (RGPS), somente lei pode criar benefícios e vantagens previdenciárias, não havendo, por ora, previsão legal do direito à ‘desaposentação’, sendo constitucional a regra do art. 18, § 2º, da Lei nº 8.213/91” 
O Ministro Luis Roberto Barroso votou pelo direito segurado à desaposentação. Entretanto, observou que não havia necessidade de devolução dos valores já recebidos. Outros votos vencidos foram o da Ministra Rosa Weber e do Ministro Ricardo Lewandoski,  que seguiram o posicionamento de que o segurado possui direito à desaposentação.
Por outro lado, a corrente vencedora segui o entendimento do Ministro Dias Toffoli. Segundo ele apesar de a Carta Maior não conter vedação à desaposentação, não existe também previsão legal para tal direito.  O ministro Toffoli salientou que a Constituição Federal dispõe de forma clara e específica que compete à legislação ordinária estabelecer as hipóteses em que as contribuições previdenciárias repercutem diretamente no valor dos benefícios, como é o caso da desaposentação, que possibilitaria a obtenção de benefício de maior valor a partir de contribuições recolhidas após a concessão da aposentadoria.  O Ministro Teori Zavaski acompanhou o voto referido acima, tendo em vista o caráter solidário do sistema previdenciário, em que as contribuições possuem o intuito  de não serem de uso exclusivo do segurado, mas para a manutenção da coletividade. Votaram também pela ilegalidade da desaposentação os Ministros Edson Fachin, Luiz Fux, Gilmar Mendes, Celso de Mello e Carmén Lúcia. 
Com efeito, a maioria dos ministros da Suprema Corte pautou-se no fundamento da ausência de previsão legal em relação à renuncia da aposentadoria e a possibilidade de concessão de uma nova, recalculada com base nas contribuição posteriores e idade atualizada. Argumentou-se também  que a inviabilidade da aposentação baseiam-se nos comandos da Constituição Federal e decorre dos princípios que regem o sistema previdenciário brasileiro. 